# MacTempas X
Tempas（テンパス・旧称MacTempasXマックテンパスエックス）は Total Resolution によって開発され、国内では HULINKS によって販売されているHRTEM（高分解能透過電子顕微鏡）の画像・回折シミュレーションシステム。
最新版のTempasでは、従来なかったWindows版を使用できるようになった。QT環境で開発され、ほぼ同じ操作感覚でWin・Macの両環境で使用できる(なおUSBキーの関係上同時起動ライセンス数は1)。
走査型透過電子顕微鏡 (STEM) および収束電子回折 (CBED) 計算機能も装備され、画像の定量的な比較や構造精密化が可能。